# Alpha Andromedae
Alpha Andromedae, còn có tên Latinh là Alpheratz, hay Sirrah, α Andromedae, là ngôi sao sáng nhất trong chòm sao Tiên Nữ, nó nằm ở phía tây bắc của chòm sao Phi Mã (Pegasus). Như là ngôi sao kết nối với chòm sao Phi Mã, nó còn được biết với tên gọi Delta Pegasi, mặc dù tên gọi này ít khi được sử dụng. Nó nằm cách Trái Đất 97,07 năm ánh sáng, ở thiên độ +29 độ 05 phút 25 giây và xích kinh độ +00 giờ 08 phút 22 giây.

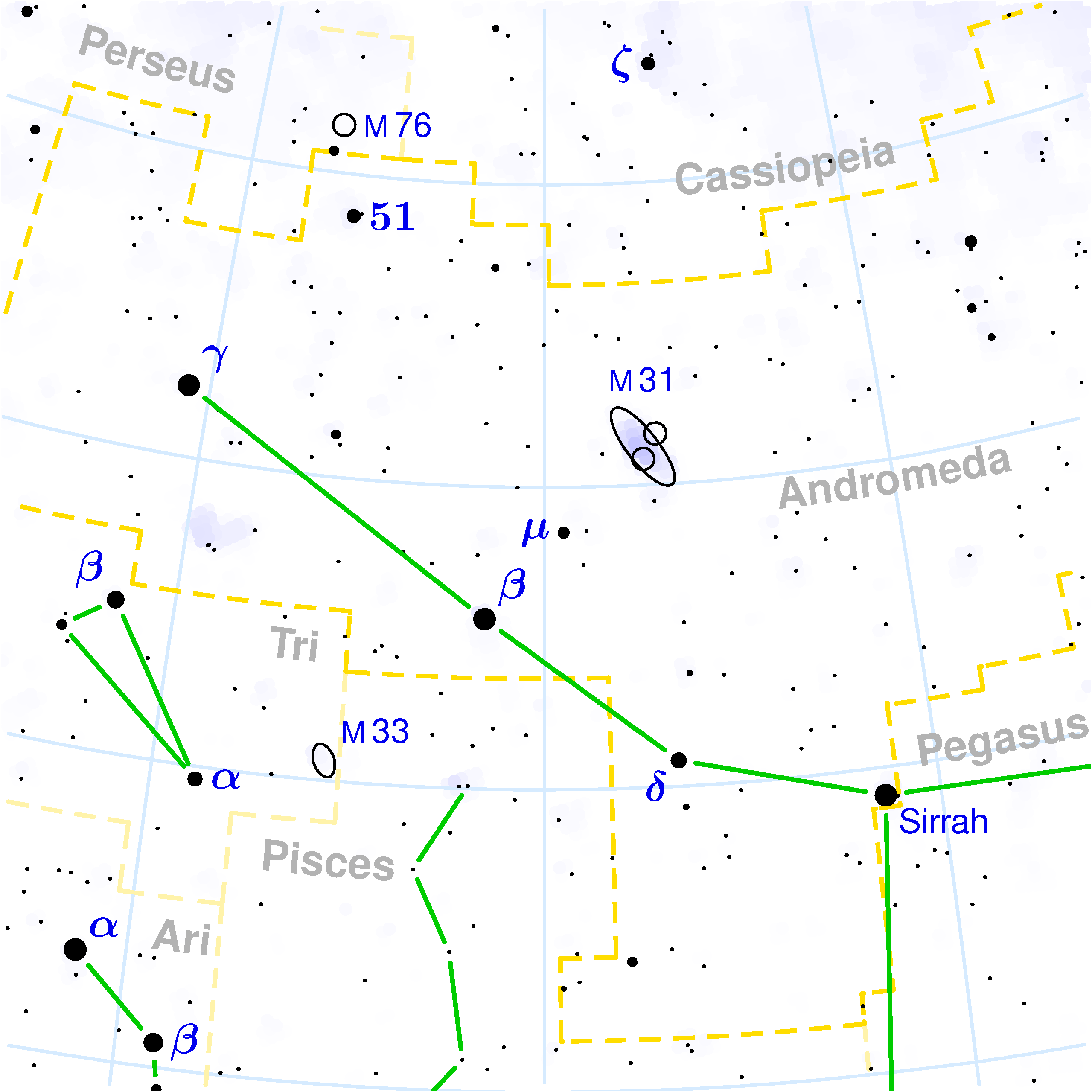
Chòm sao Tiên Nữ

Là một sao đôi có ánh sáng trắng-xanh với độ sáng biểu kiến 2,07 - Alpheratz là tổ hợp của hai sao có quỹ đạo gần nhau, chỉ có thể phân biệt bằng các phân tích quang phổ một cách cẩn thận. Ngôi sao lớn có kích thước khoảng 10 lần lớn hơn so với ngôi sao nhỏ, và chúng quay xung quanh nhau theo chu kỳ 96,7 ngày. Được phân loại như là dạng quang phổ B8, cặp sao này khoảng 200 lần sáng hơn so với Mặt Trời và chúng có nhiệt độ tại bề mặt vào khoảng 13.000 K.
Ngôi sao lớn hơn trong 2 sao này của Alpheratz là ngôi sao sáng nhất đã được biết trong nhóm các sao được biết như là "Sao Thủy ngân-magiê". Nó thể hiện một mật độ cao bất thường của thủy ngân, gali, mangan và europi trong khí quyển của nó và mật độ thấp bất thường của các nguyên tố khác. Những sự dị thường này được người ta tin là kết quả của sự phân ly của các nguyên tố vì sức hút vào bên trong của trường hấp dẫn của các sao loại này.
Tên gọi Sirrah (hay Sirah) có nguồn gốc từ tiếng Ả Rập:"صرة الفرس" - şirrat al-faras, "rốn của con ngựa".

## Thiên văn học cổ đại
Trong thiên văn học Trung Quốc cổ đại thì Alpheratz cùng với γ Pegasi tạo thành sao Bích.

## Đồng hành quang học
Sao đôi trên được miêu tả có một sao đôi quang học, phát hiện bởi William Herschel vào ngày 21 tháng 7 năm 1781. Được định danh là ADS 94 B trong Danh mục sao đôi Aitken, nó là sao loại G với cấp sao biểu kiến khoảng 10.8. Mặc dù ngẫu nhiên nó xuất hiện gần hai ngôi sao khác trên bầu trời, nhưng nó lại xa Trái đất hơn nhiều; thị sai được quan sát bởi Gaia đo được khoảng cách từ ngôi sao này đến Trái Đất là hơn 1300 năm ánh sáng